# وين كريكلو
وين كريكلو (بالإنجليزية: Wayne Kreklow)‏ مواليد 4 يناير 1957 في نيناه، هو مدرب كرة سلة أمريكي ولاعب سابق. تم اختياره من قبل فريق بوسطن سيلتكس خلال الدرافت. حمل الرقم 20. يبلغ طوله 6 قدم 4 بوصة (1.9 م).

## روابط خارجية
- وين كريكلو على موقع إن بي أي (الإنجليزية)
- وين كريكلو على موقع سبورتس رفرنس (الإنجليزية)
- وين كريكلو على موقع كلية كرة السلة في سبورتس رفرنس.كوم (الإنجليزية)
- وين كريكلو على موقع ريلجم (الإنجليزية)
- وين كريكلو على موقع بروبوليرز (الإنجليزية)
- وين كريكلو على موقع قاعة ميسوري للمشاهير الرياضية (الإنجليزية)